# تنگه (خشکی)

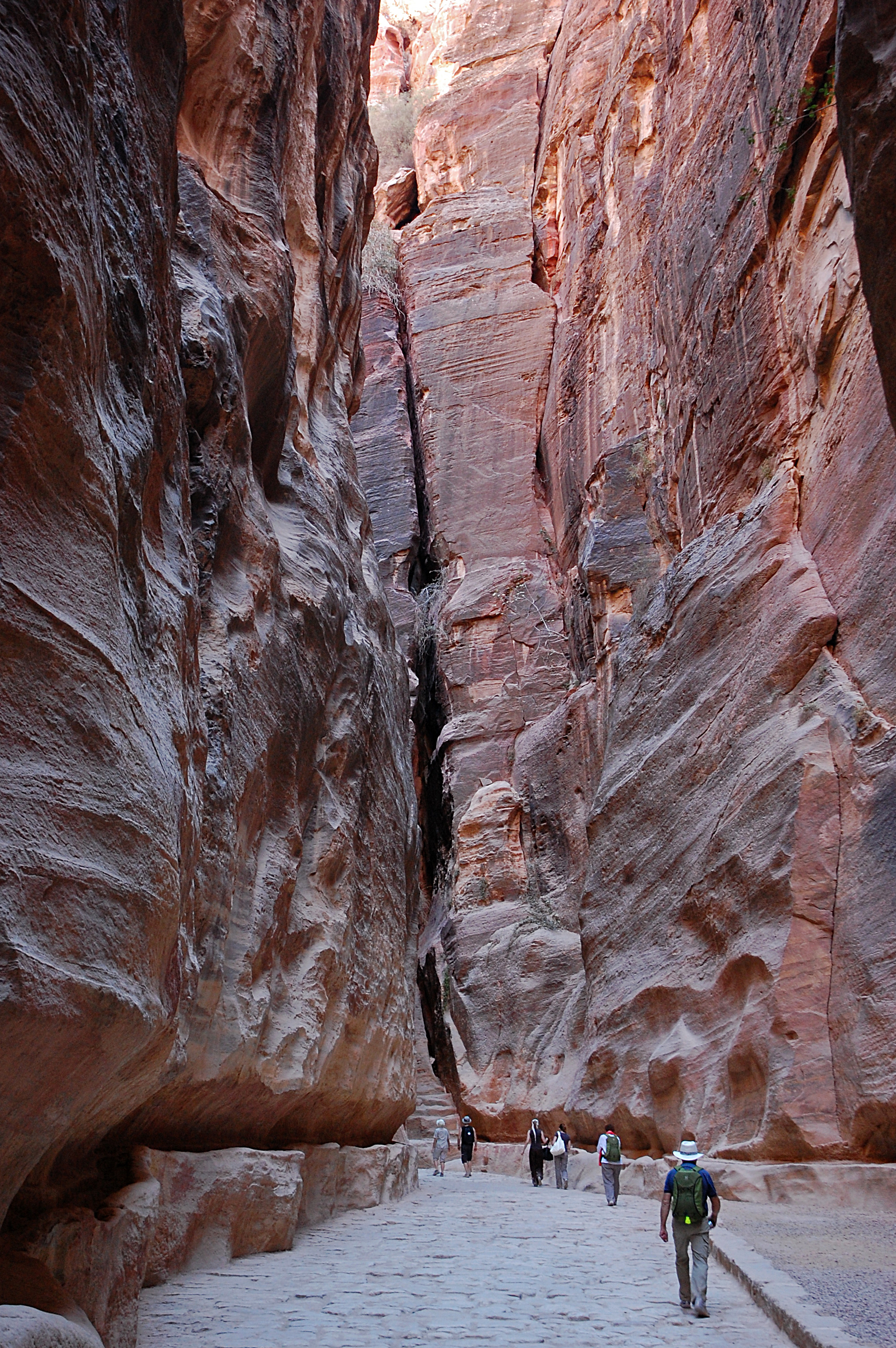
یک تنگه در راه پترا.

تنگه به یک دره ژرف و کوچک یا گذرگاه باریک گفته می‌شود.